# Castejón de Henares
Castejón de Henares è un comune spagnolo di 69 abitanti situato nella comunità autonoma di Castiglia-La Mancia.